# Чович, Анте (австралийский футболист)
А́нте Чо́вич (англ. Ante Čović; 13 июня 1975, Сидней, Новый Южный Уэльс, Австралия) — австралийский футболист, вратарь.

## Карьера

### Клубная
Анте Чович — воспитанник клуба «Хёрствиль Загреб» из пригорода Сиднея. В 1995 году вратарь выступал за «Хёрствиль» в первом дивизионе Нового Южного Уэльса. Затем два года Чович играл в премьер-лиге штата за команду «Лейхгардт Тайгерс» из другого сиднейского пригорода. С 1997 года футболист выступал за клуб NSL «Маркони Стэллионс». Голкипер сыграл за команду 46 матчей и два года спустя перешёл в ПАОК.
Половину сезона 1999/00 австралиец провёл в аренде в другом греческом клубе — «Кавале». За ПАОК же Чович выступал нерегулярно. Сыграв за 2 сезона 8 матчей за команду из Салоников и успев стать обладателем кубка Греции, в июле 2001 года вратарь перебрался в загребское «Динамо». Однако за полгода, проведённых в хорватском клубе, Анте Чович не сыграл ни одного матча и в начале 2002 года вернулся в NSL, став игроком клуба «Сидней Олимпик».
На родине футболист надолго не задержался, уже летом 2002 года перебравшись в шведский «Хаммарбю». 4 с половиной года Чович был основным вратарём стокгольмского клуба. В сезоне 2003 он стал вице-чемпионом Швеции.
По окончании чемпионата Швеции 2006 Анте Чович покинул скандинавскую страну и до марта 2009 года защищал цвета клуба Эй-лиги «Ньюкасл Юнайтед Джетс». В сезоне 2007/08 голкипер стал чемпионом Австралии.
С 2009 по 2011 года австралийский вратарь вновь играл в Швеции — за клуб «Эльфсборг». В сезоне 2011/12 он выступал за «Мельбурн Виктори», а затем перешёл в «Уэстерн Сидней Уондерерс», с которым стал вице-чемпионом страны в сезоне 2012/13 и был признан лигой голкипером года. 8 июля 2015 года подписал однолетний контракт с «Перт Глори». 6 декабря 2018 года присоединился к «Веллингтон Феникс» в качестве резервного вратаря на краткосрочный период.

### В сборной
Анте Чович вызывался в сборную Австралии с 2006 по 2009 год. Впервые сыграл за команду 22 февраля 2006 года в отборочном матче к Кубку Азии 2007 с командой Бахрейна. Голкипер в 2006 году был в заявке команды на чемпионат мира, но ни одного матча на турнире не сыграл. После 2006 года вратарь лишь раз выходил на поле в составе «соккеруз»: 22 марта 2008 года он отыграл «на ноль» товарищеский матч с Сингапуром.
| Матчи Анте Човича за сборную Австралии | Матчи Анте Човича за сборную Австралии | Матчи Анте Човича за сборную Австралии | Матчи Анте Човича за сборную Австралии | Матчи Анте Човича за сборную Австралии | Матчи Анте Човича за сборную Австралии | Матчи Анте Човича за сборную Австралии |
| -------------------------------------- | -------------------------------------- | -------------------------------------- | -------------------------------------- | -------------------------------------- | -------------------------------------- | -------------------------------------- |
| №                                      | Дата                                   | Оппонент                               | Счёт                                   | Пропущенные голы                       | Соревнование                           |                                        |
| 1                                      | 22 февраля 2006                        | Бахрейн                                | 3:1                                    | 1                                      | Отборочный матч КАЗ 2007               |                                        |
| 2                                      | 22 марта 2008                          | Сингапур                               | 0:0                                    | 0                                      | Товарищеский матч                      |                                        |

Итого: 2 матча, 1 пропущенный гол; 1 победа, 1 ничья, 0 поражений.